# Кларксбург (Западна Вирџинија)
Кларксбург (енгл. Clarksburg) град је у америчкој савезној држави Западна Вирџинија.

## Демографија
По попису из 2010. године број становника је 16.578, што је 165 (-1,0%) становника мање него 2000. године.
| Група             | 2000.          | 2010.          |
| Белци             | 15.584 (93,1%) | 15.202 (91,7%) |
| Афроамериканци    | 641 (3,8%)     | 646 (3,9%)     |
| Азијати           | 60 (0,4%)      | 44 (0,3%)      |
| Хиспаноамериканци | 177 (1,1%)     | 269 (1,6%)     |
| Укупно            | 16.743         | 16.578         |